# Liste der denkmalgeschützten Objekte in Wien/Ottakring
Die Liste der denkmalgeschützten Objekte in Wien-Ottakring enthält die 95 denkmalgeschützten unbeweglichen Objekte des 16. Wiener Gemeindebezirks Ottakring.

## Denkmäler
| Foto |                 | Denkmal | Standort                                                       | Beschreibung | Metadaten |
| ---- | --------------- | --- | -------------------------------------------------------------- | --- | --- |
| ja   | Datei hochladen | Bürgerhaus Zum Goldenen Kegel HERIS-ID: 41198 Objekt-ID: 41667                                                           | Grundsteingasse 10 Standort KG: Neulerchenfeld                 | Das zweigeschoßige vorstädtische Wohnhaus wurde im dritten Viertel des 18. Jahrhunderts errichtet. Es besitzt einen reichen Fassadendekor in spätbarocken-josephinischen Übergangsformen, zwei Puttenfiguren und ein originales Hausschild. | BDA-Hist.: Q37998568 Status: Bescheid Stand der BDA-Liste: 2025-06-30 Name: Bürgerhaus Zum Goldenen Kegel GstNr.: 760 Bürgerhaus Zum Goldenen Kegel |
| ja   | Datei hochladen | Schule HERIS-ID: 63419 Objekt-ID: 76081                                                                                  | Grundsteingasse 48-56 Standort KG: Neulerchenfeld              | Die Kooperative Mittelschule wurde zwischen 1961 und 1963 nach Plänen von Ernst Lichtblau und Norbert Schlesinger errichtet. Das Wandbild entstand im Juli 1989 unter Anleitung eines der bekanntesten Maler Nicaraguas, Alejandro Canales, durch die „Wiener Wandmalgruppe“ aus Anlass des 10. Jahrestages des Siegs der Revolution in Nicaragua. | BDA-Hist.: Q38103181 Status: § 2a Stand der BDA-Liste: 2025-06-30 Name: Schule GstNr.: 564 Kooperative Mittelschule Grundsteingasse |
| ja   | Datei hochladen | Plastik Stehendes Mädchen HERIS-ID: 63214 Objekt-ID: 75842 Wien Kulturgut: 41760                                         | Hasnerstraße 26 Standort KG: Neulerchenfeld                    | Die Plastik Stehendes Mädchen befindet sich in der Wohnhausanlage Hofferplatz 3. Die Bronzeskulptur wurde 1956 von Hans Knesl geschaffen. | BDA-Hist.: Q38102546 Status: § 2a Stand der BDA-Liste: 2025-06-30 Name: Plastik Stehendes Mädchen GstNr.: .350/1 Plastik Stehendes Mädchen |
| ja   | Datei hochladen | Neulerchenfelder Pfarrkirche Schmerzhafte Mutter Gottes HERIS-ID: 48588 Objekt-ID: 52123                                 | Kirchstetterngasse 57 Standort KG: Neulerchenfeld              | Die ursprünglich aus den 1750ern stammende ehemalige Neulerchenfelder Pfarrkirche (nunmehr serbisch-orthodoxe Mariä-Geburt-Kirche) wurde nach der vollständigen Zerstörung des Langhauses zwischen 1955 und 1957 wiedererrichtet, wobei Architekt Karl Raimund Lorenz die nur leicht beschädigte Fassade miteinbezog. | BDA-Hist.: Q1416665 Status: § 2a Stand der BDA-Liste: 2025-06-30 Name: Neulerchenfelder Pfarrkirche Schmerzhafte Mutter Gottes GstNr.: .112 Neulerchenfelder Pfarrkirche, Vienna |
| ja   | Datei hochladen | Gasthaus, Zum Goldenen Pelikan HERIS-ID: 41201 Objekt-ID: 41670                                                          | Lerchenfelder Gürtel 51 Standort KG: Neulerchenfeld            | Das Gasthaus Zum Goldenen Pelikan entstand im vierten Viertel des 18. Jahrhunderts als zweigeschoßiges, langgestrecktes Vorstadthaus. Es besitzt faschengerahmte Fenster, Plattenparapete und eine korbbogige Einfahrt. | BDA-Hist.: Q37998596 Status: Bescheid Stand der BDA-Liste: 2025-06-30 Name: Gasthaus, Zum Goldenen Pelikan GstNr.: 751 Gasthaus Zum goldenen Pelikan |
| ja   | Datei hochladen | Volkshochschule Ottakring HERIS-ID: 48592 Objekt-ID: 52128                                                               | Ludo-Hartmann-Platz 7 Standort KG: Neulerchenfeld              | Die secessionistische Volkshochschule Ottakring entstand 1905 nach Plänen von Franz von Neumann. | BDA-Hist.: Q2531995 Status: Bescheid Stand der BDA-Liste: 2025-06-30 Name: Volkshochschule, VHS Ottakring GstNr.: .242 Volkshochschule Ottakring |
| ja   | Datei hochladen | ehemalige Stadtbahn – Teilbereich der heutigen U6 HERIS-ID: 111239 Objekt-ID: 129030                                     | Standort KG: Neulerchenfeld                                    | Die Stadtbahn wurde ab 1892 im Zuge der Regulierung von Donaukanal und Wienfluss geplant, ästhetischer Beirat war seit 1894 Otto Wagner. Er plante mit seinen Mitarbeitern Unterbau, Hochbauten (Stützmauern, Brücken, Tunnelportale, Viadukte, Stationen) und Details (Geländer, Gitter, Tore, Möbel, Beleuchtungsköper etc.) aller Stadtbahnlinien. Es entstanden nach sechs Jahren Bauzeit etwa vierzig Bahnkilometer mit 36 Stationen im Stil des Späthistorismus mit Jugendstilelementen. Von 1969 bis 1989 wurde das System modernisiert und schrittweise in das U-Bahn-Netz integriert. | BDA-Hist.: Q37822812 Status: Bescheid Stand der BDA-Liste: 2025-06-30 Name: ehem. Stadtbahn – Teilbereich der heutigen U6 GstNr.: 572, 574, 575, 576 Vienna Stadtbahn architecture |
| ja   | Datei hochladen | Wohnhausanlage der Gemeinde Wien HERIS-ID: 48611 Objekt-ID: 52147 Wiener Wohnen: 1184                                    | Arltgasse 2-16 Standort KG: Ottakring                          | Identadresse Gablenzgasse 88-92. Die Wohnhausanlage Arltgasse 2-16 wurde in zwei Bauabschnitten errichtet, wobei der erste Baublock 1931 nach Plänen von Engelbert Mang und der zweite Baublock 1956 nach Plänen der Architekten Anny Beranek, Hans Gass und Anton Potyka fertiggestellt wurde. | BDA-Hist.: Q38031011 Status: § 2a Stand der BDA-Liste: 2025-06-30 Name: Wohnhausanlage der Gemeinde Wien GstNr.: 3165/18, 3165/19 Wohnhausanlage Arltgasse 2-16 |
| ja   | Datei hochladen | Wohnhausanlage der Gemeinde Wien, Dr. Friedrich Becke-Hof HERIS-ID: 48681 Objekt-ID: 52222 Wiener Wohnen: 194            | Brüßlgasse 33-37 Standort KG: Ottakring                        | Der Dr.-Friedrich-Becke-Hof wurde zwischen 1926 und 1927 nach den Plänen des Architekten Cesar Poppovits errichtet. Die cyanfarbenen Keramiken mit Tierplastiken und dekorative Tafeln von Robert Obsieger verleihen dem Innenhof eine expressive Wirkung. | BDA-Hist.: Q38031301 Status: § 2a Stand der BDA-Liste: 2025-06-30 Name: Wohnhausanlage der Gemeinde Wien, Dr. Friedrich Becke-Hof GstNr.: 2960 Dr.-Friedrich-Becke-Hof |
| ja   | Datei hochladen | Wohnhausanlage der Gemeinde Wien HERIS-ID: 48675 Objekt-ID: 52216 Wiener Wohnen: 1174                                    | Brüßlgasse 34 Standort KG: Ottakring                           | Die Wohnhausanlage wurde zwischen 1927 und 1928 an der Stelle eine Holzlagerplatzes errichtet. Der vom Architekten Franz Wiesmann geplante, fünfgeschoßige Gemeindebau besticht durch seine strenge Symmetrie, Loggienpaare, das zentrale Eingangstor und zwei über das Sockelgeschoß auskragende Spitzerkertürme. Die Erkerfenster wurden mit seitlichen Ornamentbändern aus Sandstein eingefasst, die Erkerbrüstungen in den oberen Etagen mit kleinen quadratischen Dekorelementen versehen. | BDA-Hist.: Q38031246 Status: § 2a Stand der BDA-Liste: 2025-06-30 Name: Wohnhausanlage der Gemeinde Wien GstNr.: 2468/9 Wohnhausanlage Brüßlgasse 34 |
| ja   | Datei hochladen | Wohnhausanlage der Gemeinde Wien, Hella-Hanzlik-Hof HERIS-ID: 48676 Objekt-ID: 52217 Wiener Wohnen: 1176                 | Brüßlgasse 45-47 Standort KG: Ottakring                        | Die Wohnhausanlage wurde 1927/28 nach den Plänen des Architekten Leopold Schulz errichtet. Die Fassade der viergeschoßigen Anlage besitzt in der Brüßlgasse eine wuchtige Erkeranlage, die durch Loggien in vier Türme aufgebrochen wird. | BDA-Hist.: Q38031256 Status: § 2a Stand der BDA-Liste: 2025-06-30 Name: Wohnhausanlage der Gemeinde Wien GstNr.: 2502 Hella-Hanzlik-Hof |
| ja   | Datei hochladen | Wohnhausanlage der Gemeinde Wien, David-Hof HERIS-ID: 48629 Objekt-ID: 52165 Wiener Wohnen: 195                          | Effingergasse 31-35 Standort KG: Ottakring                     | Die fünf- bis siebengeschoßige Wohnhausanlage wurde zwischen 1926 und 1927 nach Plänen von Walter Broßmann und Alfred Keller errichtet. | BDA-Hist.: Q15055786 Status: § 2a Stand der BDA-Liste: 2025-06-30 Name: Wohnhausanlage der Gemeinde Wien, David-Hof GstNr.: 765/3 Davidhof |
| ja   | Datei hochladen | Pfarrhof HERIS-ID: 62151 Objekt-ID: 74675                                                                                | Familienplatz 8 Standort KG: Ottakring                         | Der Pfarrhof der Neuottakringer Pfarrkirche wurde zwischen 1894 und 1898 gemeinsam mit der Pfarrkirche errichtet. Die Fassade zeichnet sich durch einen Eckerker mit Pyramidenhelm und rasterförmigen Klinkerdekor aus. | BDA-Hist.: Q38098923 Status: § 2a Stand der BDA-Liste: 2025-06-30 Name: Pfarrhof GstNr.: 1959/1 Neuottakringer Pfarrhof |
| ja   | Datei hochladen | Neuottakringer Pfarrkirche hl. Familie HERIS-ID: 48632 Objekt-ID: 52168                                                  | Familienplatz 14 Standort KG: Ottakring                        | Die Neuottakringer Pfarrkirche entstand zwischen 1894 und 1898 als eine der größten Kirchen Wiens in neogotischer Sichtziegelbauweise mit dominanter Doppelturmfassade, polygonalem Chor und schlanken Flankentürmen. | BDA-Hist.: Q1981111 Status: § 2a Stand der BDA-Liste: 2025-06-30 Name: Neuottakringer Pfarrkirche hl. Familie GstNr.: 788/2 Neuottakringer Kirche |
| ja   | Datei hochladen | Straßenbrücke, Flötzersteig-Brücke HERIS-ID: 30643 Objekt-ID: 27396                                                      | Flötzersteig Standort KG: Ottakring                            | Die Flözersteigbrücke über die Ameisbachzeile wurde 1908/09 von R. Ph. Waagner und Fa. Rella & Co. errichtet. Die Brücke besitzt einen Eisenstützenunterbau und secessionistische Brückenkopf-Pylonen und Pfeiler. | BDA-Hist.: Q37936520 Status: § 2a Stand der BDA-Liste: 2025-06-30 Name: Straßenbrücke, Flötzersteig-Brücke GstNr.: 1734/6 Flötzersteigbrücke, Vienna |
| ja   | Datei hochladen | Miethaus HERIS-ID: 48616 Objekt-ID: 52152                                                                                | Gablenzgasse 60-60A Standort KG: Ottakring                     | Das Miethaus Gablenzgasse 60-60A wurde 1896 als monumentales, späthistoristisches Zinshaus mit reichem Fassadendekor errichtet, wobei die Fassaden durch Risalite mit Attiken und pyramidalen Dächern akzentuiert wurden. Das Mittelrisalit besitzt Halbsäulen und Hermenpilaster. | BDA-Hist.: Q38031051 Status: Bescheid Stand der BDA-Liste: 2025-06-30 Name: Miethaus GstNr.: 2786/3 Gablenzgasse 60 |
| ja   | Datei hochladen | Radetzky-Kaserne HERIS-ID: 62152 Objekt-ID: 74676                                                                        | Gablenzgasse 62 Standort KG: Ottakring                         | Die Graf-Radetzky-Kaserne wurde zwischen 1894 und 1896 als Graf-Radetzky-Infanteriekaserne errichtet und ist seit 1980 Sitz des Militärkommandos Wien. Der monumentale Bau weist Formen der Neorenaissance auf und besteht aus dem ehemaligen Stabsgebäude und den Mannschaftswohngebäuden. | BDA-Hist.: Q1541367 Status: § 2a Stand der BDA-Liste: 2025-06-30 Name: Radetzky-Kaserne GstNr.: 2786/1 Graf-Radetzky-Kaserne |
| ja   | Datei hochladen | Mosaik „Wolkenschafe“ HERIS-ID: 63220 Objekt-ID: 75849                                                                   | Gablenzgasse 82–86 Standort KG: Ottakring                      | Das Mosaik im Karl-Honay-Hof befindet sich an einer frei stehenden Betonwand im Innenhof des Gemeindebaus. Es wurde zwischen 1960 und 1967 von Maximilian Melcher geschaffen. | BDA-Hist.: Q38102599 Status: § 2a Stand der BDA-Liste: 2025-06-30 Name: Mosaik „Wolkenschafe“ GstNr.: 3167/16 Mosaik Wolkenschafe |
| ja   | Datei hochladen | Plastik elektrische Energie HERIS-ID: 63215 Objekt-ID: 75843                                                             | Gablenzgasse 112-118 Standort KG: Ottakring                    | Die Plastik Elektrische Energie aus Naturstein entstand 1953 und wurde von Ferdinand Opitz geschaffen. Sie befindet sich im Vorgarten an der Ecke Gablenzgasse 118 / Pfenninggeldgasse 2. | BDA-Hist.: Q38102557 Status: § 2a Stand der BDA-Liste: 2025-06-30 Name: Plastik elektrische Energie GstNr.: 3109/2 Plastik Elektrische Energie |
| ja   | Datei hochladen | Rundtempel HERIS-ID: 59843 Objekt-ID: 71462                                                                              | Gallitzinberg Standort KG: Ottakring                           | Der Rundtempel ist ein Überrest der Parkanlage des Gallitzinschen Schlosses. Der Tempel wurde in klassizistischer Bauweise errichtet und besitzt ionische Säulen und ein hohes Kuppeldach. | BDA-Hist.: Q38088928 Status: § 2a Stand der BDA-Liste: 2025-06-30 Name: Rundtempel GstNr.: 211 Rundtempel Wilhelminenberg |
| ja   | Datei hochladen | Otto-Koenig-Warte HERIS-ID: 62177 Objekt-ID: 74702                                                                       | Gallitzinberg Standort KG: Ottakring                           | Die Otto-Koenig-Warte ist ein ehemaliger Wasserturm, der 1925 vom Wiener Stadtbauamt errichtet wurde. Der achteckige Turm im Zweckbau-Heimatstil wird als Vogelwarte verwendet und wurde 2003 nach dem Verhaltensforscher Otto Koenig benannt. | BDA-Hist.: Q38099041 Status: § 2a Stand der BDA-Liste: 2025-06-30 Name: Otto-Koenig-Warte GstNr.: 208/1 Otto-Koenig-Warte |
| ja   | Datei hochladen | Aufbahrungshalle, Friedhof Ottakring HERIS-ID: 48663 Objekt-ID: 52204                                                    | Gallitzinstraße 5 Standort KG: Ottakring                       | Die Aufbahrungshalle (Halle I) wurde 1885 als Friedhofskapelle im Neorenaissance-Stil mit Mittelpavillon unter von polygonalem Dachreiter bekröntem Walmdach errichtet. Äußerlich sind zudem die Ädikulamotive auffällig, das Innere wurde mehrfach umgestaltet. | BDA-Hist.: Q110994121 Status: Bescheid Stand der BDA-Liste: 2025-06-30 Name: Aufbahrungshalle, Friedhof Ottakring GstNr.: 438/1 Aufbahrungshalle Ottakring |
| ja   | Datei hochladen | Wasserreservoir der 2. Kaiser Franz Joseph-Hochquellleitung (Wasserbehälter Gallitzin) HERIS-ID: 48664 Objekt-ID: 52205  | Gallitzinstraße 20 Standort KG: Ottakring                      | Das Wasserreservoir wurde 1911/12 vom Wiener Stadtbauamt errichtet. Es besteht aus einer niedrigen Schieberkammer in Hausteinmauerwerk und eingeschoßigen Flankenbauten (Bedienstetenhaus und Turbinenhaus) im Heimatstil. | BDA-Hist.: Q38031206 Status: § 2a Stand der BDA-Liste: 2025-06-30 Name: Wasserreservoir der 2. Kaiser Franz Joseph-Hochquellleitung (Wasserbehälter Gallitzin) GstNr.: 426/2, 426/3, 426/4 Wasserbehälter Gallitzin                                                                                       |
| ja   | Datei hochladen | Villa Novak, „Ganserlburg“ HERIS-ID: 62153 Objekt-ID: 74677                                                              | Gallitzinstraße 97 Standort KG: Ottakring                      | Die Villa Novak, fälschlicherweise oft als Villa Zagorski bezeichnet, wurde 1886 nach Plänen von Johannes Hofer errichtet. Der zweigeschoßige, burghafte Bau in streng- bzw. späthistoristischen Formen besteht aus einer von Zinnen bekrönten Mietvilla mit seitlichen Türmen und vorgelagerter Mittelloggia. | BDA-Hist.: Q38098939 Status: Bescheid Stand der BDA-Liste: 2025-06-30 Name: Villa Ganserlburg GstNr.: 345/9, 345/6 Villa Ganserlburg |
| ja   | Datei hochladen | Wohnhausanlage der Gemeinde Wien HERIS-ID: 48617 Objekt-ID: 52153 Wiener Wohnen: 1181                                    | Ganglbauergasse 4-12 Standort KG: Ottakring                    | Die Wohnhausanlage wurde in den Jahren 1930/31 zwischen der Ganglbauergasse und der Hyrtlgasse nach Plänen des Architekten Heinrich Vana errichtet. Neben Wohnungen wurde in der Wohnhausanlage auch ein Geschäftslokal und eine Bücherei eingerichtet. Die Wohnhausanlage selbst besteht aus zwei lang gestreckten, parallel angeordneten, rechteckigen Baukörpern zwischen denen eine großzügiger parkähnlicher Hof liegt. Anmerkung: Identadresse Hyrtlgasse 5-13 | BDA-Hist.: Q38031063 Status: § 2a Stand der BDA-Liste: 2025-06-30 Name: Wohnhausanlage der Gemeinde Wien GstNr.: 2810/13 Wohnhausanlage Ganglbauergasse 4-12 |
| ja   | Datei hochladen | Wohnhausanlage der Gemeinde Wien HERIS-ID: 48600 Objekt-ID: 52136 Wiener Wohnen: 1186                                    | Hasnerstraße 111, 113, 115 Standort KG: Ottakring              | Die Wohnhausanlage Hasnerstraße 111-115 entstand zwischen 1931 und 1932, wobei die Pläne von Franz Zabza stammen. Bei dem Gebäude handelt es sich um eine schlichte Baulückenverbauung mit horizontaler Bändern und Reliefs von Kindern über den Portalen. | BDA-Hist.: Q38030958 Status: § 2a Stand der BDA-Liste: 2025-06-30 Name: Wohnhausanlage der Gemeinde Wien GstNr.: 1527/2 Wohnhausanlage Hasnerstraße 111-115 |
| ja   | Datei hochladen | Ehemalige Bäckerei des Ersten Wiener Consumvereins HERIS-ID: 46811 Objekt-ID: 49026                                      | Hasnerstraße 123 Standort KG: Ottakring                        | Die Brotfabrik des Ersten Wiener Consumvereins wurde zwischen 1908 und 1909 nach Plänen von Hubert und Franz Gessner errichtet. Der monumentale Eisenbetonbau besitzt eine neoklassizistische Fassade mit hohen Rundbogenfenstern und kleinteiliger Putzgliederung. | BDA-Hist.: Q38023861 Status: Bescheid Stand der BDA-Liste: 2025-06-30 Name: Ehemalige Bäckerei des Ersten Wiener Consumvereins GstNr.: 1673/6 Bäckerei des Ersten Wiener Consumvereins |
| ja   | Datei hochladen | Ehemalige Schokoladefabrik Julius Meinl AG HERIS-ID: 10922 Objekt-ID: 6990                                               | Heigerleinstraße 74 Standort KG: Ottakring                     | Die ehemalige Schokoladefabrik der Julius Meinl AG wurde zwischen 1904 und 1905 nach Plänen des Architekten Max Kropf erbaut. Der viergeschoßige, kubische Bau besitzt ein Walmdach mit weitvorkragender Traufe und eine mit weiß-blauen Fliesen verkleidete Fassade an der Paletzgasse. Bemerkenswert ist zudem das original erhaltene Stiegenhaus mit Schmiedeeisentreppengeländern. | BDA-Hist.: Q38085524 Status: Bescheid Stand der BDA-Liste: 2025-06-30 Name: Ehemalige Schokoladefabrik Julius Meinl AG GstNr.: 735/69 Schokoladefabrik Julius Meinl |
| ja   | Datei hochladen | Schmelzer Pfarrkirche zum heiligen Geist HERIS-ID: 48613 Objekt-ID: 52149                                                | Herbststraße 80-84 Standort KG: Ottakring                      | Die Schmelzer Pfarrkirche entstand zwischen 1911 und 1913 nach Entwürfen von Josef Plecnik, wobei es sich um eine der frühesten Eisenbeton-Kirchen handelt. Die Fassade wird von einer klassizistischen Pfeilerfront dominiert, der Glockenturm wurde hingegen nie errichtet. | BDA-Hist.: Q1594888 Status: § 2a Stand der BDA-Liste: 2025-06-30 Name: Schmelzer Pfarrkirche zum heiligen Geist GstNr.: 2816/16 Schmelzer Pfarrkirche |
| ja   | Datei hochladen | Schule HERIS-ID: 48614 Objekt-ID: 52150                                                                                  | Herbststraße 86 Standort KG: Ottakring                         | Die Volks- und Hauptschule der Stadt Wien wurde zwischen 1907 und 1908 vom Architekten Guido Gröger vom Wiener Stadtbauamt errichtet. An der Fassade finden sich secessionistisches Lorbeerblattdekor und Blumenkörbe sowie jeweils vier Plastiken von Schulmädchen bzw. -knaben. Im Herbst 2001 wurde die Schule nach Marie Jahoda in Marie-Jahoda-Schule umbenannt. | BDA-Hist.: Q38031039 Status: § 2a Stand der BDA-Liste: 2025-06-30 Name: Schule GstNr.: 3158 Marie-Jahoda-Schule |
| ja   | Datei hochladen | Franz-Novy-Denkmal (Franz-Novy-Hof) HERIS-ID: 63219 Objekt-ID: 75848                                                     | bei Herbststraße 103 Standort KG: Ottakring                    | Das Franz-Novy-Denkmal (1959) von Edmund Moiret erinnert mit einem Porträtrelief auf einem vier Meter hohen Keramikpfeiler an den Gewerkschafter und Gemeinderat Franz Novy (1900–1949). | BDA-Hist.: Q38102588 Status: § 2a Stand der BDA-Liste: 2025-06-30 Name: Franz-Novy-Denkmal GstNr.: 3109/2 Franz-Novy-Denkmal |
| ja   | Datei hochladen | Bundeslehranstalt für Mode und Bekleidung HERIS-ID: 62159 Objekt-ID: 74683                                               | Herbststraße 104 Standort KG: Ottakring                        | Die Bundeslehranstalt für Mode und Bekleidung entstand zwischen 1923 und 1927 nach Plänen von Michael Rosenauer. Der monumentale, kubische Baublock wird von Einflüssen des Neoklassizismus geprägt. | BDA-Hist.: Q38098958 Status: § 2a Stand der BDA-Liste: 2025-06-30 Name: Bundeslehranstalt für Mode und Bekleidung GstNr.: 3013 Bundeslehranstalt für Mode und Bekleidung, Ottakring |
| ja   | Datei hochladen | Miethaus, Polizeihäuser HERIS-ID: 62160 Objekt-ID: 74684                                                                 | Herbststraße 106-114 Standort KG: Ottakring                    | Die Polizeihäuser wurden von 1912 bis 1913 nach Plänen von Karl Limbach errichtet und entstanden für das Unterstützungsinstitut der k. k. Sicherheitswache. Die Doppelhofanlage im Neo-Empire-Stil besitzt hohe, geschweifte Giebel im Mittelfeld, an die flankierend rundbogige Loggieneinbauten angebaut wurden. | BDA-Hist.: Q38098966 Status: § 2a Stand der BDA-Liste: 2025-06-30 Name: Miethaus, Polizeihäuser GstNr.: 3058/2 Herbststraße 106-114 |
| ja   | Datei hochladen | Eisenbahnstrecke, Wiener Vorortelinie – Teilbereich Ottakring mit Station Ottakring HERIS-ID: 62013 Objekt-ID: 74518     | Standort KG: Ottakring                                         | Die Vorortelinie wurde 1898 eröffnet und war ursprünglich ein Teil der Wiener Stadtbahn. So wie diese wurde sie nach Plänen von Otto Wagner gebaut. Nach dem Ersten Weltkrieg wurde sie jedoch nicht als Teil der Wiener Elektrischen Stadtbahn in Betrieb genommen, sondern hauptsächlich für den Güterverkehr genutzt. Erst 1987 wurde sie als S-Bahn-Linie wieder ein Teil des öffentlichen Nahverkehrs. Dabei konnten nur drei der ursprünglichen Stationen wieder genutzt werden. Der Bahnhof Ottakring entstand in secessionistischen Formen mit Mittelrisalit sowie sparsamen Scheiben- und Eichenblattdekor. Der tonnengewölbte Durchgang wurde mit Klinker- und Fliesenverkleidung versehen. | BDA-Hist.: Q801606 Status: Bescheid Stand der BDA-Liste: 2025-06-30 Name: Eisenbahnstrecke, Wiener Vorortelinie – Teilbereich Ottakring mit Station Ottakring GstNr.: 3180/3, 3182/1, 3182/2, 3188, 3189/1, 3189/2, 3190/1, 3190/2, 3190/3, 3191/1, 3191/4, 3191/5, 3191/6, 3452/1 Bahnhof Wien Ottakring |
| ja   | Datei hochladen | Ehem. Direktionsvilla der Kuffner-Sternwarte HERIS-ID: 62161 Objekt-ID: 74685                                            | Johann-Staud-Straße 8 Standort KG: Ottakring                   | Die Direktionsvilla der Kuffner-Sternwarte entstand 1892 nach Plänen von Franz von Neumann und gelangte 1920 in Privatbesitz. Es handelt sich bei dem Gebäude um einen landhausartigen, reich gegliederten Bau in altdeutscher Form. | BDA-Hist.: Q38098978 Status: Bescheid Stand der BDA-Liste: 2025-06-30 Name: Ehem. Direktionsvilla der Kuffner-Sternwarte GstNr.: 387/2 Direktionsvilla der Kuffner-Sternwarte |
| ja   | Datei hochladen | Kuffner-Sternwarte HERIS-ID: 41200 Objekt-ID: 41669                                                                      | Johann-Staud-Straße 10 Standort KG: Ottakring                  | Die Kuffner-Sternwarte mit zwei Beobachtungskuppeln entstand zwischen 1884 und 1892 nach Plänen von Franz von Neumann. Sie diente als Privatsternwarte von Moritz von Kuffner und wurde 1947 zur Volkssternwarte umfunktioniert, wobei sie das größte Heliometer der Welt beherbergt. | BDA-Hist.: Q872678 Status: Bescheid Stand der BDA-Liste: 2025-06-30 Name: Kuffner-Sternwarte GstNr.: 384/3 Kuffner Observatory |
| ja   | Datei hochladen | Wasserbehälter Steinhof samt Schieberkammer der 2. Kaiser Franz Joseph-Hochquellleitung HERIS-ID: 16592 Objekt-ID: 12857 | Johann-Staud-Straße 30 Standort KG: Ottakring                  | Das Hochreservoir und die Schieberkammer Steinhof wurde 1911/13 vom Wiener Stadtbauamt (Friedrich Jäckel) errichtet. Zu der Anlage gehören neben dem Wasserreservoir auch ein Pumpenhaus und ein Bedienstetenhaus im Heimatstil. Zusätzlich gibt es bei der Anlage ein E-Werk, das zur selben Zeit von Erich Franz Leischner erbaut wurde. | BDA-Hist.: Q37820897 Status: Bescheid Stand der BDA-Liste: 2025-06-30 Name: Wasserbehälter Steinhof samt Schieberkammer der 2. Kaiser Franz Joseph-Hochquellleitung GstNr.: 361/6 Wasserbehälter Steinhof                                                                                                 |
| ja   | Datei hochladen | Feuerwache der Stadt Wien Steinhof HERIS-ID: 48667 Objekt-ID: 52208                                                      | Johann-Staud-Straße 75 Standort KG: Ottakring                  | Die Feuerwache der Stadt Wien in Steinhof wurde 1930 vom Wiener Stadtbauamt errichtet. Der zweigeschoßige Bau mit unregelmäßigem Grundriss besitzt ein Walmdach, eine gestaffelte Fassade und Klinkerlisenen. | BDA-Hist.: Q38031215 Status: § 2a Stand der BDA-Liste: 2025-06-30 Name: Feuerwache der Stadt Wien Steinhof GstNr.: 3639 Feuerwache Steinhof |
| ja   | Datei hochladen | Aussichtswarte, Jubiläumswarte HERIS-ID: 62182 Objekt-ID: 74707                                                          | Johann-Staud-Straße 80 Standort KG: Ottakring                  | Die Jubiläumswarte am Gallitzinberg wurde 1952 von Karl Högler und Hans Stöhr als etwa 27,5 m hoher, schlanker Stahlbetonturm errichtet. 1898 war hier erstmals ein Holzturm errichtet worden, im selben Jahr durch Wind zerstört. Danach wurde ein Eisenturm von einer Ausstellung in Wien unter Weglassung des Lifts hier wiedererrichtet. | BDA-Hist.: Q1689546 Status: § 2a Stand der BDA-Liste: 2025-06-30 Name: Aussichtswarte, Jubiläumswarte GstNr.: 191/1 Jubiläumswarte |
| ja   | Datei hochladen | Kongressbad HERIS-ID: 45645 Objekt-ID: 47022                                                                             | Julius-Meinl-Gasse 7a Standort KG: Ottakring                   | Das Kongressbad wurde 1928 nach Plänen von Erich Leischner errichtet und stellt eines der wenigen, erhaltenen Wiener Sommerbäder der Zwischenkriegszeit dar. Der niedrige, langgestreckte Bau wurde durch eine rot-weiß-rote Holztäfelung und den zweigeschoßigen, kubischen Eingangsbereich akzentuiert. | BDA-Hist.: Q1781580 Status: Bescheid Stand der BDA-Liste: 2025-06-30 Name: Kongressbad GstNr.: 734/7, 734/8, 734/9 Kongressbad |
| ja   | Datei hochladen | Pest-/Dreifaltigkeitssäule HERIS-ID: 62179 Objekt-ID: 74704 Wien Kulturgut: 45120                                        | Karl-Kantner-Park 814 Standort KG: Ottakring                   | Die Dreifaltigkeitssäule wurde 1698 gefertigt und besteht aus einem hohen Kantpfeiler mit Gesimsen auf der sich ein zum Teil erneuerter Gnadenstuhl befindet. Die Plastik stand früher an der Ecke Waidäckergasse/Flötzersteig. | BDA-Hist.: Q38099052 Status: § 2a Stand der BDA-Liste: 2025-06-30 Name: Pest-/Dreifaltigkeitssäule GstNr.: 7/11 Dreifaltigkeitssäule, Karl-Kantner-Park |
| ja   | Datei hochladen | Kreuzbergkapelle HERIS-ID: 62180 Objekt-ID: 74705                                                                        | Karl-Kantner-Park 814 Standort KG: Ottakring                   | Die Kreuzbergkapelle stammt aus dem Anfang des 19. Jahrhunderts und beherbergt ein Corpus Christi aus dem vierten Viertel des 19. Jahrhunderts. | BDA-Hist.: Q38099061 Status: § 2a Stand der BDA-Liste: 2025-06-30 Name: Kreuzbergkapelle GstNr.: 7/11 Kreuzbergkapelle, Karl-Kantner-Park |
| ja   | Datei hochladen | Aufnahmegebäude des ehem. Kinderspitals im Wilhelminenspital HERIS-ID: 62147 Objekt-ID: 74671                            | Klinik Ottakring, Flötzersteig 4 Standort KG: Ottakring        | Das zweigeschoßige Aufnahmegebäude des ehemaligen Kinderspitals am Flötzersteig zeichnet sich durch ein Mittelrisalit mit hohem Volutengiebel mit dem Wappen der Stadt Wien aus. | BDA-Hist.: Q64485737 Status: Bescheid Stand der BDA-Liste: 2025-06-30 Name: Aufnahmegebäude des ehem. Kinderspitals im Wilhelminenspital GstNr.: 1651/5 |
| ja   | Datei hochladen | ehemaliges Lupusheim, Pavillon XXIV (Wilhelminenspital) HERIS-ID: 62146 Objekt-ID: 74670                                 | Klinik Ottakring, Montleartstraße 37 Standort KG: Ottakring    | Das Lupusheim liegt oberhalb des Wilhelminenspitals und wurde von Otto Wagner geplant. Der monumentale Bau im spätsecessionistischen Stil besitzt einen H-förmigen Grundriss und einen westseitigen Ehrenhof. | BDA-Hist.: Q64485735 Status: Bescheid Stand der BDA-Liste: 2025-06-30 Name: Ehem. Lupusheim, Pavillon XXIV GstNr.: 18/1 Lupus Pavillon |
| ja   | Datei hochladen | Plastik Allegorie der Kinderheilkunde im Wilhelminenspital HERIS-ID: 62149 Objekt-ID: 74673                              | Klinik Ottakring, Montleartstraße 37 Standort KG: Ottakring    | Die Plastik Allegorie der Kinderheilkunde befindet sich an der Klinkermauer am Flötzersteig. Die Plastik von Ludwig Schadler besteht aus einer allegorischen Figur mit Zinnenkrone und einer Krankenschwester, die ein Kind betreut. | BDA-Hist.: Q64485738 Status: Bescheid Stand der BDA-Liste: 2025-06-30 Name: Plastik Allegorie der Kinderheilkunde GstNr.: 1651/5 Plastik Allegorie der Kinderheilkunde |
| ja   | Datei hochladen | Kinderspital, Pavillons (Wilhelminenspital) HERIS-ID: 98199 Objekt-ID: 114091                                            | Klinik Ottakring, Montleartstraße 37 Standort KG: Ottakring    | Die 19 Pavillons des ehemaligen Kinderspitals wurden überwiegend eingeschoßig, teilweise mit einem zweigeschoßigen Eingangstrakt mit Giebeln und vorkragenden Traufen im Schweizerhaus-Stil ausgeführt. | BDA-Hist.: Q64485740 Status: Bescheid Stand der BDA-Liste: 2025-06-30 Name: Kinderspital, Pavillons GstNr.: 1651/5, 1651/11 |
| ja   | Datei hochladen | Gartenbaudenkmale im Kongresspark HERIS-ID: 63309 Objekt-ID: 75940                                                       | Kongresspark Standort KG: Ottakring                            | Der Kongresspark wurde 1927/28 angelegt. Die Milchhalle besteht aus einem polygonalen Pavillon mit hohem Kegeldach auf gefächerten Stützen. Neben dem Eingang befindet sich die 1900 geschaffene und 1928 hier aufgestellte Bronzeplastik „Die Unbesiegbaren“ von Teresa Feodorowna Ries. | BDA-Hist.: Q16216415 Status: § 2a Stand der BDA-Liste: 2025-06-30 Name: Gartenbaudenkmale im Kongresspark GstNr.: 734/8 Kongresspark |
| ja   | Datei hochladen | Mosaik „Baum“ HERIS-ID: 63211 Objekt-ID: 75839                                                                           | Lorenz-Mandl-Gasse 7-9 Standort KG: Ottakring                  | Das Mosaik „Baum“ von Carry Hauser wurde 1958/59 am Fassadenrücksprung in der Lorenz-Mandl-Gasse angebracht. Das keramische Linienmosaik entstand auf verschiedenfarbig verputzten Hintergrund. | BDA-Hist.: Q38102503 Status: § 2a Stand der BDA-Liste: 2025-06-30 Name: Mosaik „Baum“ GstNr.: 3342/15 |
| ja   | Datei hochladen | Miethaus HERIS-ID: 46279 Objekt-ID: 48013                                                                                | Maroltingergasse 54 Standort KG: Ottakring                     | Das Gebäude in der Maroltingergasse 54 wurde ursprünglich als Bürogebäude des Glasbiegewerks W. Bednar errichtet. Der zweigeschoßige spätsecessionistische Bau wurde 1912 nach Plänen von Hans Prutscher errichtet. | BDA-Hist.: Q38020313 Status: Bescheid Stand der BDA-Liste: 2025-06-30 Name: Miethaus GstNr.: 3360/2 Maroltingergasse 54, Vienna |
| ja   | Datei hochladen | Wohnhausanlage der Gemeinde Wien, Severhof HERIS-ID: 48650 Objekt-ID: 52190 Wiener Wohnen: 198                           | Maroltingergasse 56-58 Standort KG: Ottakring                  | Der Severhof entstand zwischen 1930 und 1931 nach Plänen von Alexander Popp. Es handelt sich um eine um einen rechteckigen, begrünten Innenhof errichtete Anlage, das Portal wird durch eine Terrakottaplastik „Mutter mit Fruchtkorb und Knabe“ von Fritz Zerritsch bekrönt. | BDA-Hist.: Q14550013 Status: § 2a Stand der BDA-Liste: 2025-06-30 Name: Wohnhausanlage der Gemeinde Wien, Severhof GstNr.: 3353/8 Sever-Hof |
| ja   | Datei hochladen | Arbeiter-/Angestelltenwohnhaus HERIS-ID: 48647 Objekt-ID: 52187                                                          | Montleartstraße 56, 58, 60 Standort KG: Ottakring              | Das Arbeiter-/Angestelltenwohnhaus wurde 1912/13 nach Plänen von Matthäus Bohdal für die Bediensteten der Wiener Straßenbahnen errichtet. Der viergeschoßige Baublock wurde mit Mittelgiebel, Erker und sparsam eingesetztem secessionistischem Dekor ausgestattet. | BDA-Hist.: Q38031154 Status: § 2a Stand der BDA-Liste: 2025-06-30 Name: Arbeiter-/Angestelltenwohnhaus GstNr.: 1657/11 Montleartstraße 56-60 |
| ja   | Datei hochladen | Pfarrhof HERIS-ID: 63415 Objekt-ID: 76077                                                                                | Mörikeweg 22 Standort KG: Ottakring                            | Der Pfarrhof der Wallfahrtskirche zur Heiligen Theresia vom Kinde Jesu wurde durch Rundbogen-Arkatur auf Kantpfeilern an die südlich gelegene Pfarrkirche angebunden. | BDA-Hist.: Q38103167 Status: § 2a Stand der BDA-Liste: 2025-06-30 Name: Pfarrhof GstNr.: 370/166 Pfarrhof Starchant |
| ja   | Datei hochladen | Ottakringer Brauerei HERIS-ID: 4959 Objekt-ID: 818                                                                       | Ottakringer Straße 91-93, 95, 97 Standort KG: Ottakring        | Die Ottakringer Brauerei entstand ab 1837 ausgehend vom Brauhaus in der Ottakringer Straße 91. Als ältester Bauteil hat sich das Bürogebäude Ost erhalten, der östliche Bauteil des Brauhauses aus dem Jahr 1837. Das alte Sudhaus wurde 1907 erbaut, die Malzdarre 1907 bis 1908. Anmerkung: Identadresse Eisnergasse 14-24, Adresse des Brauereibetriebs Ottakringer Platz 1 | BDA-Hist.: Q672384 Status: Bescheid Stand der BDA-Liste: 2025-06-30 Name: Ottakringer Brauerei GstNr.: 1260/2, 1260/3, 1271/4 Ottakringer Brauerei |
| ja   | Datei hochladen | Plastik Mutter und Kind HERIS-ID: 63208 Objekt-ID: 75836 Wien Kulturgut: 41253                                           | Ottakringer Straße 217-221 Standort KG: Ottakring              | Die Bronzeplastik „Mutter mit Kind“ wurde 1962 von der Bildhauerin Gertrude Diener geschaffen und zeigt eine sitzende Mutter dar, die ihr Kleinkind auf dem Rücken trägt. | BDA-Hist.: Q38102473 Status: § 2a Stand der BDA-Liste: 2025-06-30 Name: Plastik Mutter und Kind GstNr.: 1642/1 Plastik Mutter und Kind (Ottakring) |
| ja   | Datei hochladen | Relief Der große Brand in Ottakring HERIS-ID: 63209 Objekt-ID: 75837                                                     | Ottakringer Straße 217-221 Standort KG: Ottakring              | Das Wandrelief aus Marmor zeigt den Großbrand 1835 in Alt-Ottakring und den verzweifelte Kampf der Bewohner ums Überleben. Es wurde 1961/62 von Alfred Hrdlicka geschaffen. | BDA-Hist.: Q38102483 Status: § 2a Stand der BDA-Liste: 2025-06-30 Name: Relief Der große Brand in Ottakring GstNr.: 1642/1 |
| ja   | Datei hochladen | Bauernhaus, 10er Marie HERIS-ID: 41202 Objekt-ID: 41671                                                                  | Ottakringer Straße 224 Standort KG: Ottakring                  | Die 10er Marie wurde im 1740 erstmals urkundlich erwähnt. Es handelt sich um einen giebelständigen Streckhof mit Segmentbogenportal und Laubsägeelementen. | BDA-Hist.: Q169148 Status: Bescheid Stand der BDA-Liste: 2025-06-30 Name: Bauernhaus, Zehnermarie GstNr.: 842/1 10er Marie |
| ja   | Datei hochladen | Landhaus Jenamy, Kornhäusel-Villa HERIS-ID: 41203 Objekt-ID: 41672                                                       | Ottakringer Straße 233-235 Standort KG: Ottakring              | Die Villa wurde 1804 von Joseph Kornhäusel unter Verwendung älterer Bauteile errichtet. Der zweigeschoßige Bau mit quadratischem Turm und historistischer Fassade ist das einzige erhaltene Landhaus des Architekten. | BDA-Hist.: Q1784566 Status: Bescheid Stand der BDA-Liste: 2025-06-30 Name: Landhaus Jenamy, Kornhäusel-Villa GstNr.: 816/1, 1737/1 Kornhäusel-Villa |
| ja   | Datei hochladen | Miethaus HERIS-ID: 48630 Objekt-ID: 52166 Wiener Wohnen: 552                                                             | Paletzgasse 15 Standort KG: Ottakring                          | Das Volkswohnhaus der Gemeinde Wien wurde 1928/29 nach Plänen des Architekten Ludwig Schöne errichtet. Die breitgelagerte Anlage besitzt von Dreiecksgiebeln überhöhte Säulenrisalite, die Mittelachsen wurden durch Polygonalerker mit expressionistischem Klinkerdekor akzentuiert. | BDA-Hist.: Q38031089 Status: § 2a Stand der BDA-Liste: 2025-06-30 Name: Miethaus GstNr.: 749/26 Wohnhausanlage Paletzgasse 15 |
| ja   | Datei hochladen | Kommunaler Wohnbau HERIS-ID: 48631 Objekt-ID: 52167 Wiener Wohnen: 1180                                                  | Paletzgasse 17 Standort KG: Ottakring                          | Das Volkswohnhaus der Gemeinde Wien wurde 1930/31 nach Plänen des Architekten Josef Bayer erbaut. Die Anlage hat eine schlichte Gliederung mit Gesimsen und überhöhten Stiegenhausrisaliten. | BDA-Hist.: Q38031099 Status: § 2a Stand der BDA-Liste: 2025-06-30 Name: Kommunaler Wohnbau GstNr.: 749/37 Wohnhausanlage Paletzgasse 17 |
| ja   | Datei hochladen | Sgraffitoband mit Landschafts- und Tierdarstellungen HERIS-ID: 63207 Objekt-ID: 75835                                    | Panikengasse 6-10 Standort KG: Ottakring                       | An den Fassaden Panikengasse 6-8 und Ganglbauergasse 3 wurden drei großflächige Sgraffiti „Dekorative Landschaften mit Tieren“ von Gustav Hessing angebracht. Die 1959 angebrachten Sgraffiti thematisieren die heimische Tierwelt in Bergen und Wäldern. | BDA-Hist.: Q38102461 Status: § 2a Stand der BDA-Liste: 2025-06-30 Name: Sgraffitoband mit Landschafts- und Tierdarstellungen GstNr.: 2812/17 Wohnhausanlage Panikengasse 6-8 - Sgraffitoband |
| ja   | Datei hochladen | Natursteinplastik Freundinnen (Franz-Novy-Hof) HERIS-ID: 63206 Objekt-ID: 75834 Wien Kulturgut: 41584                    | Pfenninggeldgasse 1 Standort KG: Ottakring                     | Die Plastik Freundinnen aus Naturstein schuf Artur Hecke 1959. | BDA-Hist.: Q38102450 Status: § 2a Stand der BDA-Liste: 2025-06-30 Name: Natursteinplastik Freundinnen GstNr.: 3469/57 Natursteinplastik Freundinnen |
| ja   | Datei hochladen | Figur Natursteinplastik (Franz-Novy-Hof) HERIS-ID: 63205 Objekt-ID: 75833 Wien Kulturgut: 41317                          | Pfenninggeldgasse 4–4A Standort KG: Ottakring                  | Die inmitten von Bäumen frei stehende Plastik „Maurer“ aus Naturstein wurde 1955 von Otto Eder gestaltet. | BDA-Hist.: Q38102440 Status: § 2a Stand der BDA-Liste: 2025-06-30 Name: Figur Natursteinplastik GstNr.: 3092 Natursteinplastik Maurer by Otto Eder |
| ja   | Datei hochladen | Mosaik von Otto R. Schatz (Franz-Novy-Hof) HERIS-ID: 48603 Objekt-ID: 52139                                              | Pfenninggeldgasse 4–4A Standort KG: Ottakring                  | Das monumentale keramische Mosaikwandbild „100.000 neue Wiener Gemeindewohnungen“ von Otto Rudolf Schatz wurde 1957 als Erinnerung an die Grundsteinlegung der 100.000 Gemeindewohnung geschaffen. Es zeigt zahlreiche Architekten und drei Architektinnen mit Modellen der von ihnen geplanten Gemeindebauten. | BDA-Hist.: Q114689080 Status: § 2a Stand der BDA-Liste: 2025-06-30 Name: Mosaik von Otto R. Schatz GstNr.: 3092 Mosaic by Otto R. Schatz, Franz-Novy-Hof |
| ja   | Datei hochladen | Wohnhausanlage der Gemeinde Wien, Schuhmeier-Hof HERIS-ID: 48606 Objekt-ID: 52142 Wiener Wohnen: 192                     | Pfenninggeldgasse 6-12 Standort KG: Ottakring                  | Der Schumeier-Hof besteht aus zwei monumentalen Anlagen, wobei die Gebäude Pfenninggeldgasse Nr. 8-12 1923 nach Plänen von Gottlieb Michael und Karl Schmalhofer und die Gebäude Nr. 6-6A 1927 nach Plänen des Wiener Stadtbauamtes entstanden. | BDA-Hist.: Q38030999 Status: § 2a Stand der BDA-Liste: 2025-06-30 Name: Wohnhausanlage der Gemeinde Wien, Schuhmeier-Hof GstNr.: 3039/2 Schuhmeier-Hof |
| ja   | Datei hochladen | Kath. Pfarrkirche hl. Theresia vom Kinde Jesus HERIS-ID: 48668 Objekt-ID: 52209                                          | Pönningerweg 2 Standort KG: Ottakring                          | Der kleine, freistehende Sakralbau mit Rundapsis und Turm wurde als Dorfkirche für die Siedlung Starchant konzipiert. Der Kirchenbau wurde 1928/29 nach Plänen von Robert Hartinger und Silvio Mohr errichtet. | BDA-Hist.: Q1676805 Status: § 2a Stand der BDA-Liste: 2025-06-30 Name: Kath. Pfarrkirche hl. Theresia vom Kinde Jesus GstNr.: 370/23 Wallfahrtskirche zur Heiligen Theresia vom Kinde Jesu |
| ja   | Datei hochladen | Impfstoffgewinnungsanstalt HERIS-ID: 48673 Objekt-ID: 52214                                                              | Possingergasse 38 Standort KG: Ottakring                       | Die k.k. Impfstoffgewinnungsanstalt (später Bundesstaatliches Serumprüfinstitut) wurde zwischen 1910 und 1911 nach Plänen von Eduard Zotter errichtet. Der dreigeschoßige, neoklassizistische Bau besitzt ein von einem Doppeladler bekröntes Rechteckportal mit Lisenenrahmung. Die Fassade wurde durch ionische Riesenpilaster und Girlandenreliefs geschmückt. Die Fassade in der Arltgasse wurde zweigeschoßig ausgeführt. | BDA-Hist.: Q38031236 Status: § 2a Stand der BDA-Liste: 2025-06-30 Name: Impfstoffgewinnungsanstalt GstNr.: 3032 Impfstoffgewinnungsanstalt Possingergasse |
| ja   | Datei hochladen | Kommunaler Wohnbau HERIS-ID: 110628 Objekt-ID: 128342                                                                    | Rankgasse 34 Standort KG: Ottakring                            | Das Miethaus wurde 1912/13 nach Plänen von Matthäus Bohdal in Formen der Wiener Werkstätte mit Schweifgiebel und Blumenkorbdekor errichtet. | BDA-Hist.: Q37819908 Status: § 2a Stand der BDA-Liste: 2025-06-30 Name: Kommunaler Wohnbau GstNr.: 1657/9 |
| ja   | Datei hochladen | WC-Anlage HERIS-ID: 63421 Objekt-ID: 76083                                                                               | Richard-Wagner-Platz Standort KG: Ottakring                    | Wilhelm Beetz errichtete bis 1910 auf Grund eines Vertrags, den er Ende des 19. Jahrhunderts mit der Stadt Wien geschlossen hatte, 73 öffentliche Toilettenanlagen im Stil eines rechteckigen Pavillons. Eigene Eingänge führten in die Räume für die beiden Geschlechter sowie in einen beheizbaren Raum für die Toilettenfrau. | BDA-Hist.: Q38103190 Status: § 2a Stand der BDA-Liste: 2025-06-30 Name: WC-Anlage GstNr.: 2913/1 Bedürfnisanstalt (Wien 16, Thaliastraße/Richard-Wagner-Platz, ObjektID: 76083) |
| ja   | Datei hochladen | Amtsgebäude HERIS-ID: 48679 Objekt-ID: 52220                                                                             | Richard-Wagner-Platz 19, 19A, 19B, 19C Standort KG: Ottakring  | Das Amtshaus für den 16. Bezirk wurde 1899/1900 in neomanieristischer Form errichtet. Das dreigeschoßige, genutete Gebäude wurde mittels Mittel- und Eckrisaliten gegliedert. Darin befindet sich auch das Bezirksmuseum. | BDA-Hist.: Q38031291 Status: § 2a Stand der BDA-Liste: 2025-06-30 Name: Amtsgebäude GstNr.: 2913/2 Bezirksamt Ottakring |
| ja   | Datei hochladen | Kommunaler Wohnbau, Lobmeyrhof HERIS-ID: 48654 Objekt-ID: 52194                                                          | Roseggergasse 1, 3, 5, 7 Standort KG: Ottakring                | Der Lobmeyrhof wurde zwischen 1900 und 1901 durch die Kaiser-Franz-Joseph I.-Jubiläumsstiftung für Volkswohnungen und Wohlfahrtseinrichtungen nach Plänen von Theodor Bach und Leopold Simony errichtet. Die viergeschoßige Wohnhausanlage mit Gartenhof wurde durch Risalite und Giebel gegliedert und mittels späthistoristischem Dekor akzentuiert. In den 2010er Jahren wurde der Gemeindebau an die gemeindeeigene WISEG zwecks Generalsanierung ausgegliedert und fungiert nicht mehr als Wiener Gemeindebau. Anmerkung: Identadresse Lorenz-Mandl-Gasse 10-16, Maderspergerstraße 10–14, Wernhardtstraße 13–19                                                                                 | BDA-Hist.: Q38031179 Status: Bescheid Stand der BDA-Liste: 2025-06-30 Name: Kommunaler Wohnbau, Lobmeyrhof GstNr.: 3338/2 Lobmeyrhof |
| ja   | Datei hochladen | Mosaik „Zwetschkenernte“ HERIS-ID: 63216 Objekt-ID: 75845                                                                | Roseggergasse 44-46 Standort KG: Ottakring                     | Das Mosaik „Zwetschkenernte“ von Leopold Schmid entstand 1953, wobei das Mosaik drei Bäuerinnen und drei Bauern bei der Zwetschkenernte zeigt. Das Mosaik nutzt dabei den hellen Fassadenputz als Hintergrund. | BDA-Hist.: Q38102565 Status: § 2a Stand der BDA-Liste: 2025-06-30 Name: Mosaik „Zwetschkenernte“ GstNr.: 1630/2 Mosaic Zwetschkenernte by Leopold Schmid |
| ja   | Datei hochladen | Altottakringer Pfarrkirche Zur Erhöhung des Kreuzes HERIS-ID: 56730 Objekt-ID: 66286                                     | Roseggergasse 49 Standort KG: Ottakring                        | Die Altottakringer Pfarrkirche wurde zwischen 1909 und 1912 nach Plänen von Rudolf Wiszkoczil in unikaler Kombination aus neoromanischen und secessionistischen Stilformen erbaut. Die Kirche besitzt einen dominanten Turm, mächtige Giebelfassaden an der Eingangsfront sowie einen zwischen Kapellen eingespannten polygonalen Chor. | BDA-Hist.: Q432965 Status: § 2a Stand der BDA-Liste: 2025-06-30 Name: Altottakringer Pfarrkirche Zur Erhöhung des Kreuzes GstNr.: 1634 Alt-Ottakringer Pfarrkirche |
| ja   | Datei hochladen | Säule des Frohsinns HERIS-ID: 63308 Objekt-ID: 75939                                                                     | Rosenackerstraße 5 Standort KG: Ottakring                      | Die „Säule des Frohsinns“ hinter dem städtischen Kindergarten wurde 1929 von Wilhelm Frass geschaffen. | BDA-Hist.: Q38102819 Status: § 2a Stand der BDA-Liste: 2025-06-30 Name: Säule des Frohsinns GstNr.: 693/28 Säule des Frohsinns |
| ja   | Datei hochladen | Ehem. Bürogebäude der Firma Austria Email, heute Wohnpark Sandleiten HERIS-ID: 41206 Objekt-ID: 41675                    | Sandleitengasse 37/Wilhelminenstraße 91 Standort KG: Ottakring | Das Bürogebäude der Austria Email entstand 1925/26 nach Plänen von Franz Gessner. Es wurde in den auf dem Firmengelände in den 1980ern entstandenen Wohnpark Sandleiten integriert. | BDA-Hist.: Q37998621 Status: Bescheid Stand der BDA-Liste: 2025-06-30 Name: Ehem. Bürogebäude der Firma Austria Email, heute Wohnpark Sandleiten GstNr.: 501/13 Wohnpark Sandleiten |
| ja   | Datei hochladen | Kommunaler Wohnbau der Gemeinde Wien, Sandleitenhof HERIS-ID: 48636 Objekt-ID: 52173 Wiener Wohnen: 193                  | Sandleitengasse 43-47 Standort KG: Ottakring                   | Die Wohnhausanlage Sandleiten entstand zwischen 1924 und 1928 in fünf Bauetappen, wobei das theoretische Gesamtkonzept auf Camillo Sitte zurückgeht. Anmerkung: Identadresse Gomperzgasse 1-5, Liebknechtgasse 36, Rosa-Luxemburg-Gasse 1-9, Rosenackerstraße 2-24 | BDA-Hist.: Q2220873 Status: § 2a Stand der BDA-Liste: 2025-06-30 Name: Wohnhausanlage der Gemeinde Wien, Wohnpark Sandleiten GstNr.: 693/20, 693/21, 693/24, 693/27, 693/28, 693/29 Sandleitenhof |
| ja   | Datei hochladen | Sandleitener Pfarrkirche hl. Josef/Arbeiterkirche HERIS-ID: 48637 Objekt-ID: 52174                                       | Sandleitengasse 53 Standort KG: Ottakring                      | Die Sandleitner Pfarrkirche wurde zwischen 1935 und 1936 nach Plänen von Josef Vytiska errichtet. | BDA-Hist.: Q2082945 Status: § 2a Stand der BDA-Liste: 2025-06-30 Name: Sandleitener Pfarrkirche hl. Josef/Arbeiterkirche GstNr.: 699/3 Pfarrkirche Sandleiten |
| ja   | Datei hochladen | Ehem. Wirtschaftsgebäude Wilhelminenberg/heute Inst. d. Veterinärmed. Universität HERIS-ID: 48671 Objekt-ID: 52212       | Savoyenstraße 1 Standort KG: Ottakring                         | Das ehemalige Wirtschaftsgebäude Wilhelminenberg beherbergt heute ein Institut der Veterinärmedizinischen Universität. Das Gebäude wurde um 1890 errichtet. | BDA-Hist.: Q38031230 Status: § 2a Stand der BDA-Liste: 2025-06-30 Name: Ehem. Wirtschaftsgebäude Wilhelminenberg/heute Inst. d. Veterinärmed. Universität GstNr.: 213/3 Forschungsinstitut für Wildtierkunde und Ökologie                                                                                 |
| ja   | Datei hochladen | Schloss Wilhelminenberg HERIS-ID: 41207 Objekt-ID: 41676                                                                 | Savoyenstraße 2 Standort KG: Ottakring                         | Das Schloss Wilhelminenberg ist ein monumentales Schloss im Neoempire-Stil aus dem Anfang des 20. Jahrhunderts. Der zweigeschoßige, langgestreckte Bau verfügt über Mansardendächer und ein Mittelrisalit mit Balkonen auf toskanischen Säulen. | BDA-Hist.: Q2244183 Status: § 2a Stand der BDA-Liste: 2025-06-30 Name: Schloss Wilhelminenberg GstNr.: 227/1 Schloss Wilhelminenberg |
| ja   | Datei hochladen | Montléart-Mausoleum HERIS-ID: 62170 Objekt-ID: 74695                                                                     | Savoyenstraße 2 Standort KG: Ottakring                         | Das Montléart-Mausoleum befindet sich im Schlosspark des Schlosses Wilhelminenberg. Es wurde um 1857 für Moritz Fürst Montléart errichtet, wobei auch seine Frau Wilhelmine hier begraben wurde. Das Mausoleum ist eine neogotische, sarkophagförmige Anlage auf geböschtem Sockel mit Satteldach und Steinkreuzaufsatz. | BDA-Hist.: Q38098993 Status: § 2a Stand der BDA-Liste: 2025-06-30 Name: Montléart-Mausoleum GstNr.: 234/4 Montléart-Mausoleum, Ottakring |
| ja   | Datei hochladen | Volksschule der Stadt Wien HERIS-ID: 48639 Objekt-ID: 52178                                                              | Seeböckgasse 32 Standort KG: Ottakring                         | Die Schule in der Seeböckgasse entstand 1912/13 nach Plänen von Max Fiebiger und Adolf Stöckl. Sie besteht aus zwei Gebäuden im Heimatstil, die durch Risalite, Turmelemente, Arkaden und Terrassen gegliedert wurden. | BDA-Hist.: Q83630391 Status: § 2a Stand der BDA-Liste: 2025-06-30 Name: Volksschule der Stadt Wien GstNr.: 774/1 Volksschule Seeböckgasse |
| ja   | Datei hochladen | WC-Anlage HERIS-ID: 63422 Objekt-ID: 76084                                                                               | gegenüber Stöberplatz 6 Standort KG: Ottakring                 | Außer öffentlichen Bedürfnisanlagen im Pavillonstil errichtete Wilhelm Beetz Anfang des 20. Jahrhunderts auch achteckige Pissoiranlagen aus Eisenwänden, die auf dünnen Säulen befestigt waren und am oberen Rand Lüftungsgitter hatten. Eine eigene Erfindung Beetz' sollte die Entwicklung übler Gerüche verhindern (Patent-Öl-Urinoir). Anmerkung: nicht mehr an Ort und Stelle | BDA-Hist.: Q38103200 Status: § 2a Stand der BDA-Liste: 2025-06-30 Name: WC-Anlage GstNr.: 739 |
| ja   | Datei hochladen | Miethaus HERIS-ID: 48682 Objekt-ID: 52223                                                                                | Thalhaimergasse 33 Standort KG: Ottakring                      | Das Miethaus Thalhaimergasse 33 ist ein secessionistisches Zinshaus. | BDA-Hist.: Q38031313 Status: § 2a Stand der BDA-Liste: 2025-06-30 Name: Miethaus GstNr.: 2981 Thalhaimergasse 33 |
| ja   | Datei hochladen | Miethaus HERIS-ID: 62171 Objekt-ID: 74696                                                                                | Thalhaimergasse 35 Standort KG: Ottakring                      | Das Miethaus Thalhaimergasse 35 ist ein secessionistisches Zinshaus. | BDA-Hist.: Q38098995 Status: § 2a Stand der BDA-Liste: 2025-06-30 Name: Miethaus GstNr.: 2980 Thalhaimergasse 35 |
| ja   | Datei hochladen | Miethaus HERIS-ID: 62172 Objekt-ID: 74697                                                                                | Thalhaimergasse 37 Standort KG: Ottakring                      | Das Miethaus Thalhaimergasse 37 ist ein secessionistisches Zinshaus. Es wurde 1906 nach Plänen von Alois Matschinger errichtet. | BDA-Hist.: Q38098999 Status: § 2a Stand der BDA-Liste: 2025-06-30 Name: Miethaus GstNr.: 2977 Thalhaimergasse 37 |
| ja   | Datei hochladen | Miethaus HERIS-ID: 62173 Objekt-ID: 74698                                                                                | Thalhaimergasse 39 Standort KG: Ottakring                      | Das Miethaus Thalhaimergasse 39 ist ein secessionistisches Zinshaus. | BDA-Hist.: Q38099010 Status: § 2a Stand der BDA-Liste: 2025-06-30 Name: Miethaus GstNr.: 2976 Thalhaimergasse 39 |
| ja   | Datei hochladen | Wohnhausanlage der Gemeinde Wien HERIS-ID: 48677 Objekt-ID: 52218 Wiener Wohnen: 1175                                    | Thalhaimergasse 44 Standort KG: Ottakring                      | Die Wohnhausanlage Thalhaimergasse 44 wurde 1927 nach Plänen von Franz Wiesmann errichtet. Der schmale Gemeindebau erhielt seine Charakteristik durch zwischen den Erkern eingespannte gotisierende Gitterbalkons. | BDA-Hist.: Q38031266 Status: § 2a Stand der BDA-Liste: 2025-06-30 Name: Wohnhausanlage der Gemeinde Wien GstNr.: 2468/15 Wohnhausanlage Thalhaimergasse 44 |
| ja   | Datei hochladen | Wohnhausanlage der Gemeinde Wien, Karl-Volkert-Hof HERIS-ID: 48678 Objekt-ID: 52219 Wiener Wohnen: 196                   | Thaliastraße 75 Standort KG: Ottakring                         | Der Karl-Volkert-Hof wurde zwischen 1926 und 1927 nach Plänen von Franz Schuster und Franz Schacherl errichtet. Der monumentale, fünfgeschoßige Bau wird durch breite Putzbänder horizontal gegliedert. Die Wohnhausanlage erstreckt sich um zwei Höfe, wobei sich im zweiten Innenhof ein Denkmal für Karl Volkert befindet. | BDA-Hist.: Q14547436 Status: § 2a Stand der BDA-Liste: 2025-06-30 Name: Wohnhausanlage der Gemeinde Wien, Karl-Volkert-Hof GstNr.: 2433 Karl-Volkert-Hof |
| ja   | Datei hochladen | Kommunaler Wohnbau HERIS-ID: 48601 Objekt-ID: 52137 Wiener Wohnen: 1173                                                  | Thaliastraße 113 Standort KG: Ottakring                        | Die Wohnhausanlage der Stadt Wien wurde 1923 nach Plänen des Architekten Rudolf Weiser errichtet. Die schlichte Wohnanlage wurde mit seichtem, expressionistischem Mittelrisalit ausgestattet. | BDA-Hist.: Q38030972 Status: § 2a Stand der BDA-Liste: 2025-06-30 Name: Kommunaler Wohnbau GstNr.: 1531/3 Wohnhausanlage Thaliastraße 113 |
| ja   | Datei hochladen | Ehemalige Austria Tabakwerke HERIS-ID: 40837 Objekt-ID: 40892                                                            | Thaliastraße 125, 125A, B, C Standort KG: Ottakring            | Die ehemaligen Austria Tabakwerke entstanden zwischen 1893 und 1898 an der Vorortelinie in einem schlichten Neorenaissance-Stil. Der Gebäudekomplex beherbergt heute die HTL Ottakring. | BDA-Hist.: Q27307857 Status: Bescheid Stand der BDA-Liste: 2025-06-30 Name: Ehemalige Austria Tabakwerke GstNr.: 1670/46, 1670/4 Tabakregie/ HTL Ottakring |
| ja   | Datei hochladen | Plastik „Flammender Turm“ HERIS-ID: 63217 Objekt-ID: 75846 Wien Kulturgut: 41301                                         | Thaliastraße 159 Standort KG: Ottakring                        | Der Karl-Kysela-Hof beherbergt die Marmorplastik „Flammender Turm“ von Franz Anton Coufal, die 1970 entstand und aus dem Zyklus „Krieg und Harmonie der Elemente“ stammt. | BDA-Hist.: Q38102576 Status: § 2a Stand der BDA-Liste: 2025-06-30 Name: Plastik „Flammender Turm“ GstNr.: 7/20 Plastik Flammender Turm |
| ja   | Datei hochladen | Ehem. Zahnräderfabrik/Ottakringer Eisengießerei u. Maschinenfabrik Fernau & Co. HERIS-ID: 44501 Objekt-ID: 45320         | Wattgasse 30-32 Standort KG: Ottakring                         | Die Ottakringer Eisengießerei u. Maschinenfabrik entstand 1892 nach Plänen von Georg Demski, der die langgestreckte Fabriksanlage auf trapezförmigen Grundriss mittels Rohziegellisenen akzentuierte. Die basilikale Maschinenhalle entstand um 1900 an der Ecke Wilhelminenstraße. | BDA-Hist.: Q38009336 Status: Bescheid Stand der BDA-Liste: 2025-06-30 Name: Ehem. Zahnräderfabrik/Ottakringer Eisengießerei u. Maschinenfabrik Fernau & Co. GstNr.: 951/12 Erste Österreichische Zahnradfabrik                                                                                            |
| ja   | Datei hochladen | Kruzifix/Kreuz HERIS-ID: 62181 Objekt-ID: 74706                                                                          | Wilhelminenstraße 94 Standort KG: Ottakring                    | Bei dem sogenannten Roten Kreuz handelt es sich um ein Holzkreuz mit polychromiertem Corpus Christi aus dem Jahr 1863. | BDA-Hist.: Q38099069 Status: § 2a Stand der BDA-Liste: 2025-06-30 Name: Kruzifix/Kreuz GstNr.: 504 |
| ja   | Datei hochladen | Ehem. Maschinenfabrik Warchalowski, Eissler & Co HERIS-ID: 15929 Objekt-ID: 12182                                        | Wögingergasse 1, 3, 5–9, 11–13 Standort KG: Ottakring          | Die Fabrik für Verstärker- und Steuerungsgeräte wurde 1889 als eingeschoßiger Sichtziegelbau mit Sprossenfenstern erbaut. Anmerkung: Identadresse Odoakergasse 33 | BDA-Hist.: Q37802777 Status: Bescheid Stand der BDA-Liste: 2025-06-30 Name: Ehem. Maschinenfabrik Warchalowski, Eissler & Co GstNr.: 773/32, 773/62 Maschinenfabrik Warchalowski, Eissler |
| ja   | Datei hochladen | Mosaik „Badende“ HERIS-ID: 63212 Objekt-ID: 75840                                                                        | Zwinzstraße 15-21 Standort KG: Ottakring                       | Das Wandmosaik „Badende“ im Fleming-Hof stammt von Anton Lehmden und wurde 1956 geschaffen. | BDA-Hist.: Q38102526 Status: § 2a Stand der BDA-Liste: 2025-06-30 Name: Mosaik „Badende“ GstNr.: 3317/16 |
| ja   | Datei hochladen | Mosaik „Fußballer“ HERIS-ID: 63213 Objekt-ID: 75841                                                                      | Zwinzstraße 15-21 Standort KG: Ottakring                       | Das Wandmosaik „Fußballer“ im Fleming-Hof stammt von Rudolf Hausner und wurde 1956 geschaffen. | BDA-Hist.: Q38102536 Status: § 2a Stand der BDA-Liste: 2025-06-30 Name: Mosaik „Fußballer“ GstNr.: 3317/16 |

## Ehemalige Denkmäler
| Foto |                 | Denkmal                                                                            | Standort                                  | Beschreibung | Metadaten |
| ---- | --------------- | ---------------------------------------------------------------------------------- | ----------------------------------------- | --- | --- |
| ja   | Datei hochladen | Spitalskirche hl. Kamillus von Lellis (Wilhelminenspital) Objekt-ID: 74672bis 2014 | Montleartstraße 37 Standort KG: Ottakring | Die Spitalskirche zum heiligen Kamillus von Lellis wurde in den Jahren 1935/36 nach Plänen von Heinrich Palletz erbaut. Der kleine Saalbau mit stark eingezogenem Chor besitzt eine gestufte Westfassade mit Turmaufsatz. Die Seitenfronten wurden durch Kapellen und Rundbogenfenster akzentuiert. | BDA-Hist.: Q92302114 Status: § 2a Stand der BDA-Liste: 2014-06-27 Name: Spitalskirche hl. Kamillus von Lellis GstNr.: 1651/5 Spitalskirche des Wilhelminenspitals |